# Valentin Borejko
Valentin Vasi'evič Borejko (in russo Валентин Васильевич Борейко?; Leningrado, 7 ottobre 1933 – San Pietroburgo, 27 dicembre 2012) è stato un canottiere sovietico, dal 1991 russo.

## Palmarès

### Olimpiadi
- 1 medaglia:
  - 1 oro (Roma 1960 nel due senza)

### Mondiali
- 1 medaglia:
  - 1 argento (Lucerna 1962 nel due senza)

### Europei
- 1 medaglia:
  - 1 argento (Mâcon 1959 nel due senza)